# Andrew Berry
Andrew Berry ( 1764 - 1833 ) fue un botánico, y zoólogo inglés.

## Honores

### Epónimos
- (Tiliaceae) Berrya Roxb.[1]

- La abreviatura «Berry» se emplea para indicar a Andrew Berry como autoridad en la descripción y clasificación científica de los vegetales.[2]